# Silicon Valley (série télévisée)
Pour les articles homonymes, voir Silicon Valley (homonymie).
Silicon Valley est une série télévisée américaine en 53 épisodes d'environ 30 minutes créée par Mike Judge et diffusée entre le 6 avril 2014 et le 8 décembre 2019 sur HBO et HBO Canada.
En France, la série est diffusée depuis le 7 avril 2014 sur OCS City ; au Québec depuis le 24 juillet 2014 à Super Écran, en Suisse depuis le 12 octobre 2014 sur RTS Un, et en Belgique, depuis 2016 sur la chaine Comédie et la VOD de BeTV.

## Synopsis
La série décrit les aventures de quatre programmeurs vivant ensemble et essayant de percer dans la Silicon Valley, en Californie. Ils travaillent dans un incubateur d'entreprises, le Hacker Hostel, géré par Erlich Bachman (T. J. Miller). L'un d'eux, Richard Hendricks, va créer un algorithme de compression révolutionnaire qui sera très vite convoité par deux milliardaires : Peter Gregory (Christopher Evan Welch) et Gavin Belson (Matt Ross). Richard doit choisir, vendre sa découverte au CEO de Hooli, Gavin Belson, ou bien laisser Peter Gregory investir dans sa future société en échange d'un retour sur les futurs bénéfices. Richard va accepter l'offre de Peter Gregory et fonder sa propre société, Pied Piper. Cette décision va le plonger dans plus d'une situation délicate à gérer pour finir son projet.

## Distribution

### Acteurs principaux
- Thomas Middleditch (VF : Donald Reignoux) : Richard Hendricks[5]
- T. J. Miller (VF : Christophe Lemoine) : Erlich Bachman [5] (saisons 1 à 4)
- Josh Brener (VF : Hervé Rey) : Nelson « Big Head » Bighetti[6]
- Martin Starr (VF : Adrien Antoine) : Bertram Gilfoyle
- Kumail Nanjiani (VF : Charles Pestel) : Dinesh Chugtai[7]
- Zach Woods (VF : Fabrice Josso) : Donald « Jared » Dunn [7]
- Amanda Crew (VF : Alexandra Garijo) : Monica Hall [7]
- Matt Ross (VF : Laurent Morteau) : Gavin Belson (depuis la saison 2, récurrent saison 1)
- Jimmy O. Yang (VF : Léo-Paul Salmain) : Jian Yang (depuis la saison 2, récurrent saison 1)
- Suzanne Cryer (VF : Laurence Bréheret) : Laurie Bream (depuis la saison 2)
- Chris Diamantopoulos (VF : Jérôme Pauwels) : Russ Hanneman (saison 4, récurrent saisons 2 et 3)
- Stephen Tobolowsky (VF : Bernard Alane) : Jack Barker (saison 4, récurrent saison 3)
- Christopher Evan Welch (VF : Marc Perez) : Peter Gregory[7] (saison 1, épisodes 1 à 5)

### Acteurs secondaires
- Ben Feldman (VF : Alexis Tomassian) : Ron LaFlamme
- Aly Mawji (VF : Grégory Quidel) : Aly Dutta
- Jill E. Alexander (VF : Sandra Parra) : Patrice
- Brian Tichnell (VF : Thibault Dudin) : Jason
- Milana Vayntrub : Tara
- Austin Abrams : Kevin le « dépeceur » informatique
- Griffin Gluck : voisin de Elrich
- Angela Trimbur : Langdon[7]

- Neil Casey (VF : Yannick Jaspart) : Colin
Version française
  - Société de doublage : Mediadub International [8],[9]
  - Direction artistique : Philippe Blanc[9]
  - Adaptation des dialogues : Viviane Lesser, Pascale Strippoli et Emilie Pannetier[9]

 Source et légende : version française (VF) sur RS Doublage et Doublage Séries Database
- VOSTsous-titres de Sonia Eschbach et Pascale Joseph

## Épisodes
| Saison | Épisodes | Diffusion (US)             | Audience moyenne (millions) |
| ------ | -------- | -------------------------- | --------------------------- |
| 1      | 8        | 6 avril-1er juin 2014      | 1.72                        |
| 2      | 10       | 12 avril-14 juin 2015      | 1.80                        |
| 3      | 10       | 24 avril-26 juin 2016      | 1.75                        |
| 4      | 10       | 23 avril-25 juin 2017      | 0.80                        |
| 5      | 8        | 25 mars-14 mai 2018        |                             |
| 6      | 7        | 27 octobre-8 décembre 2019 |                             |

### Première saison (2014)
1. Produit minimum viable (Minimum Viable Product (en))
2. La Table de capitalisation (The Cap Table)
3. Statuts constitutifs (Articles of Incorporation)
4. Obligations fiduciaires (Fiduciary Duties)
5. Indicateur de risque (Signaling Risk)
6. Internalisation par un tiers (Third Party Insourcing)
7. Preuve de concept (Proof of Concept)
8. Efficacité optimale (Optimal Tip-to-Tip Efficiency)

### Deuxième saison (2015)
Le 21 avril 2014, la série est renouvelée pour une deuxième saison de dix épisodes diffusée depuis le 12 avril 2015.
1. Changement de donne à Sand Hill (Sand Hill Shuffle)
2. Dévaluation catastrophique (Runaway Devaluation)
3. Argent sale (Bad Money)
4. La Dame (The Lady)
5. Espace serveur (Server Space)
6. Homicide (Homicide)
7. Réservé aux adultes (Adult Content)
8. Chapeau blanc/Chapeau noir (White Hat/Black Hat)
9. Arbitrage exécutoire (Binding Arbitration)
10. Les Deux Jours du Condor (Two Days of the Condor)

### Troisième saison (2016)
Le 13 avril 2015, la série est renouvelée pour une troisième saison de dix épisodes diffusée à partir du 24 avril 2016.
La troisième saison des aventures de Richard et ses acolytes programmeurs a bénéficié des conseils d'une figure de cet univers branché, Dick Costolo, ancien patron de Twitter.
1. Respect pour le fondateur (Founder Friendly)
2. C'est dans la boîte (Two in the Box)
3. Le Havresac de Meinertzhagen (Meinertzhagen's Haversack)
4. Maleant (Maleant Data Systems Solutions)
5. La Chaise vide (The Empty Chair)
6. Bachmanity, c'est de la folie (Bachmanity Insanity)
7. Construire une meilleure beta (To Build a Better Beta)
8. Marche forcée (Bachman's Earning's Over-Ride)
9. Utilisateurs actifs au quotidien (Daily Active Users)
10. La Légère Hausse (The Uptick)

### Quatrième saison (2017)
Le 21 avril 2016, la série est renouvelée pour une quatrième saison, diffusée depuis le 23 avril 2017.
1. Un nouvel Internet[16] (Success Failure)
2. Conditions d'utilisation (Terms of Service)
3. Propriété intellectuelle (Intellectual Property)
4. Création d'équipe (Teambuilding Exercise)
5. Plasma boy (The Blood Boy)
6. Service client (Customer Service)
7. Le Chasseur de brevet (The Patent Troll)
8. Le Vortex de Keenan (The Keenan Vortex)
9. Hooli-Con (Hooli-Con)
10. Erreur serveur (Server Error)

### Cinquième saison (2018)
Le 25 mai 2017, la série est renouvelée pour une cinquième saison, diffusée depuis le 25 mars 2018.
Cette saison sera marquée par le départ d'Erlich Bachman, deuxième personnage principal à quitter la série après Peter Gregory.
À l'occasion de la saison 5, HBO crée un jeu VR nommé The Hacker Hostel VR disponible sur HTC Vive et Oculus Rift.
1. Grandir vite ou mourir lentement (Grow Fast or Die Slow)
2. Réorientation (Reorientation)
3. Le directeur des opérations (Chief Operating Officer)
4. L'évangeliste de la tech (Tech Evangelist)
5. Reconnaissance faciale (Facial Recognition)
6. Intelligence émotionnelle artificielle (Artificial Emotional Intelligence)
7. L'I.C.O (Initial Coin Offering)
8. Cinquante-et-un pour cent (Fifty-One Percent)

### Sixième saison (2019)
Le 12 avril 2018, la série est renouvelée pour une sixième saison, prévue initialement pour la même année, la production de la saison 6 est repoussée à l'été 2019, retardant la diffusion de la série. Le créateur de la série, Mike Judge a également annoncé que la fin de la série pourrait avoir lieu à l'occasion de la saison 6, bien que HBO ait exprimé le souhait de poursuivre,. Le 31 mai 2019, HBO annonce que la série se terminera après la saison 6. Elle est diffusée depuis le 27 octobre 2019.
1. Manque Artificiel d'Intelligence (Artificial Lack of Intelligence)
2. Argent Sale (Blood Money)
3. Hooli Smokes!
4. Maximizing Alphaness!
5. Téthique (Tethics)
6. RussFest
7. Evènement de sortie (Exit Event)

## Réception
| Saison | Metacritic (%) | Rotten Tomatoes (%) |
| ------ | -------------- | ------------------- |
| 1      | 84             | 95                  |
| 2      | 86             | 96                  |
| 3      | 90             | 100                 |
| 4      | 85             | 94                  |
| 5      | 73             | 89                  |
| 6      | 78             | 94                  |

## Produits dérivés
The Hacker Hostel VR ou Silicon Valley: Inside the Hacker Hostel est un jeu vidéo en réalité virtuelle créé par HBO en 2018 à l'occasion de la sortie de la saison 5 de la série.
Cette expérience permet au joueur de se déplacer dans la pièce principale où se déroule la série, d’interagir avec des objets-phares de la série.

## Commentaires
- Christopher Evan Welch qui interprétait le rôle de Peter Gregory est décédé le 2 décembre 2013 d'une crise cardiaque induite par le cancer dont il souffrait[38].